# صالح بای (استان سطیف)
صالح بای (استان سطیف) (به عربی: صالح باي) یک شهرداری در الجزایر است که در استان سطیف واقع شده‌است.